# Den Store Djævlekrig
Den Store Djævlekrig, også kaldet Djævlekrigen, er en serie af 6 fantasy-romaner skrevet af den danske forfatter Kenneth Bøgh Andersen, og udgivet af forlaget Høst & Søn. De handler om drengen Filip Engell og hans adskillige besøg og oplevelser i Helvede og andre steder i efterlivet, og om Den Store Djævlekrig, der udkæmpes mellem djævlene. Han møder flere forskellige figurer og væsener som stammer fra mange religioner igennem sine rejser, bl.a. Djævelen fra kristendommen, Odin fra den nordiske mytologi og Hades fra den græske mytologi.
Der er seks bind i serien; det første bind, Djævelens lærling, udkom den 30. september 2005. Det sjette og sidste bind, Den faldne djævel, udkom den 16. september 2016. Bøgerne i serien er (efter rækkefølge): Djævelens lærling, Dødens terning, Den forkerte død, Ondskabens engel, Den faldne engel og Den faldne djævel. Djævelens lærling har solgt over 150.000 eksemplarer i Danmark alene og er udkommet i 7 lande.
Alle bøger i serien planlægges at udkomme i engelske versioner, både som paperback og e-bøger. De første fem bind findes allerede under titlerne The Devil’s Apprentice, The Die of Death, The Wrongful Death, The Angel of Evil og The Fallen Angel Alle seriens bind er tilgængelige som lydbøger på dansk, oplæst af Kenneth Bøgh Andersen selv.

## Handling

### Omgivelser

#### Verdener
- Jorden - Hvor menneskene bor.
- Helvede - Et dødsrige, som mennesker, der har syndet, kommer til når de dør for at blive straffet. Helvede regeres af Djævelen, Lucifer. Mange djævle bor og lever her.
- Hades - Underverdenen i den græske mytologi. Den regeres af dødsguden under samme navn, Hades. Her kommer sjælene fra de afdøde som tror på de gamle græske guder, derfor kommer der sjældent nye sjæle, siden få mennesker stadig følger den græske mytologi.
- Asgård - Ifølge nordisk mytologi er Asgård en af de ni verdener, som sidder på verdenstræet Yggdrasil. Asgård er hjemstavn for aserne, en stamme af nordiske guder, og vanerne. Her findes borgen Valhal, hvorfra den øverste af aserne, guden Odin, regerer over guderne og menneskene i Midgård.
  - Omtales i bind 2,3,4 og 5, og optræder i bind 6, Den faldne djævel.
- Ydergård - Tidligere kendt som landet Nod, Ydergård er området omkring Helvede. Et massivt mørke lægger sig på det, som gør det umuligt at se. Stedet er ukendt område, hvor uhyrer, kaldet de forbandede, lever i det tætte mørke. Kain blev forvist hertil af Jahve. Her mødte han Lilit, og sammen blev de stamforældre til de forbandede.
  - Optræder i alle bind.
- Hanok - En ruinby i Ydergård, som blev bygget af Adam og Evas førstefødte søn Kain og hans hustru Lilit, efter at de havde mødt hinanden i Ydergård, som de begge to var blevet forvist til af Jahve. Her grundlagde den onde Aziel Stofeles sit Ny Helvede.
  - Optræder kun i bind 4, Ondskabens engel.
- Ny Helvede - Et dødsrige som blev grundlagt af Aziel Stofeles, da hans mor og hamselv blev forvist til Ydergård. Han havde planer om at begynde sit nye Helvede i Hanok hvor han kunne regere.
  - Optræder kun i bind 4, Ondskabens engel.
- Dødens rige - Mortimers verden som kun kan nås gennem en dør som er forbundet til et kompliceret system af trapper, som forbinder alle verdener. Dødens rige er en død skov. Over de bladløse træer er der tunge skyer, som gør det mørkt, trist og koldt.

#### Andre steder i disse verdener
- Skærsilden - Et bjerg af sort ild, der befinder sig udenfor Helvede. Her kan de fordømte, der han angret deres synder, bestige det og blive renset fra deres forbrydelser af ilden. Hvis den fordømte er blevet fuldstændig renset fra synd kan vedkommende gå op ad den røgtrappe, der går fra bjergets tinde og op i himlen, hvor den ender ved Paradis, men hvis de ikke er blevet renset nok, vil trappen ikke kunne bære dem, og de falder gennem den, lander på jorden ved foden af bjerget og må starte forfra. Selvom Skærsilden ligger indenfor muren, der omringer Helvede, anses det ikke for at være en del af Helvede. En stejl trappe, også dannet af den sorte ild, snor sig syv gange rundt om bjerget. Ildbjerget skinner med et sort mørkelys og for alting, som lyset rør, til at kaste hvide skygger.[4]
  - Omtales i alle bind og optræder i bind 2, Dødens terning.
- Lucifers slot - Djævelen, Lucifers hjem. Det beskrives som enormt og er opbygget af knoglerne fra hundredetusindvis af mennesker, som er kommet i Helvede.

### Djævlekrigen
Der udkæmpes, mellem Lucifer og Aziel Stofeles' djævle en kæmpe krig, som senere skulle få navnet Den Store Djævlekrig. Dem, der skal forestilles at være de gode er Djævelen, Lucifer, og hans hær som opholder sig i Helvede, der kæmper mod den onde Aziel og hans hær som opholder sig i Ny Helvede, et nyt Helvede, han skabte i Hanok, som han regerer over. Mange slutter sig til Aziels hær, i håb om at kunne vælte tronen. Denne krig bliver første gang omtalt i bind 3, Den forkerte død, hvor den sættes i gang af henholdsvis Lucifers valg om at fratage djævelene udødeligheden og Grumskes mord på Helvedes portvogter, Skumleskæg. Krigen synes afsluttet i bind 4, Ondskabens engel, hvor Aziel dør og hans hær, såvel som Ny Helvede, bliver tilintetgjort, men den blusser endnu en gang op i bind 5-6, Den faldne engel og Den faldne djævel, da Jesus bliver tvunget til at genoplive Aziel fra de døde.
| Parter    | Lucifers hær | Aziel Stofeles hær |           | Informationer                                              | Informationer |
| --------- | ------------ | ------------------ | --------- | ---------------------------------------------------------- | ------------- |
| Ledere    | Lucifer      | Aziel Stofeles     | Resultat: | Aziel dør og hans hær samt hans rige bliver taget tilbage. |               |
| Hjælp fra | Filip Engell |                    | Varighed: | Igennem Den forkerte død og Ondskabens engel, bind 3 og 4. |               |

### Djævelens lærling(2005)
Den første bog, Djævelens lærling, handler om hvordan menneskedrengen Filip Engell dør og ved en fejltagelse kommer i Helvede, for at oplæres i ondskab og overtage tronen fra Djævelen som er dødssyg.

### Dødens terning (2007)
Den anden bog, Dødens terning, handler om at Filip endnu engang må i Helvede, efter der er blevet sendt bud efter ham, af døden. Han mødes med djævlepigen Satina, som fører ham til dødens hus. Her finder de ud af at dødens terning, en terning der hver gang kastes bestemmer levetiden for et menneske, er blevet stjålet. Derfor kan døden hverken kontrollere hvor langt tid de nyfødte skal leve i og sørge for at de gamle, som er løbet tør for tid, dør. Filip og Satina har fået opgaven om at finde dødens terning ellers får de nyfødte børn evigt liv, som betyder at ingen dør og kommer i hverken himlen eller Helvede.

### Den forkerte død (2009)
Den tredje bog, Den forkerte død, handler om Filip som må i Helvede efter Søren tog en af Filips to piller, tidligere givet af Satina, som fører ham til underverdenen.
Ved hans ankomst til Helvede lærer Filip at Søren ikke befinder sig i Helvede, men i Hades. Dette er et problem eftersom Hades ikke har fået nye fordømte i flere årtusinder og de ikke bare vil give Søren tilbage. I et forsøg på at befrie Søren ender Filip og Satina selv fanget og lukket inde med ham. Satina slipper ud og befrier Herkules, en fordømt, som hjælper hende med at befrie Filip og Søren ved at ødelægge den tykke dør der holder dem inde.
De vender tilbage til Helvede, som har ændret sig meget. Mange djævle har sluttet sig til den onde Aziel i ydergård og han planlægger at vælte tronen. Søren har tilpasset sig i Helvede og er i blandt favoritterne til at vinde Skarnstregs-festivalen. Da Filip og Satina deler sig og begynder at lede efter spor bliver Satina bortført. Filip opdager en af Aziels spioner men efter flere dages tortur får de intet ud af ham. Filip finder sig dog ikke i det, han går selv inde til spionen og bogen slutter med at han forlader torturkammeret, og han fortæller at han ved hvor Satina befinder sig.

### Ondskabens engel (2010)
Den fjerde bog, Ondskabens engel, handler om Filip, som er blevet rasende efter bortførelsen af djævlepigen Satina og mordet på portvogteren Skumleskæg. Nu er Filip blevet forvandlet om til en ægte djævel som ingen havde forestillet sig kunne havde været muligt, for sådan en artig dreng.
Han slutter sig til Aziels hær men holder lav profil for ikke at blive afsløret. En krig, Den Store Djævlekrig, er på vej og er uundgåelig. Mange vil dø i Helvede men også på jorden hvor verdens undergang er ved at opstå.

### Den faldne engel (2015)
Den femte bog, Den faldne engel, finder sted et halvandet år efter Filip traf det valg at aldrig vende tilbage til Helvede. Han har fået et dårligt forhold til sin mor, da hun har fået en ny kæreste, som Filip ikke synes om. Tilbage på jorden er Filip ikke længere den søde, rare og artig dreng, vi blev introduceret til i Djævelens lærling. Han er blevet doven og får lave karakterer.
En dag bliver han pludselig tilkaldt til Helvede af Gud. Han lærer at Aziel, som folk troede var død, viser sig stadig at være i live. Aziel og hans trofaste hjælper, Drole, er i gang med at lægge planer for Aziels herredømmefremtid, hvilket inkluderer både Josef, Jesus og Guds indbyrdes relationer i Paradis og forestillingen om Ragnarok i Asgård og så videre.

## Personer
En liste over de forskellige personer, figurer og væsener der optræder igennem serien, Den Store Djævlekrig.
- Filip Engell - Hovedpersonen i serien. En sød og artig dreng, som ikke kunne finde på at gøre noget ondt og kommer i underverdenen hvor han er tvunget til at være Djævelens arvtager. I løbet af serien forvandles Filip til en djævel tre gange.

### Mennesker
- Søren - Den værste bølle på Filips skole. Originalt skulle det havde været ham der kom i Helvede og være Djævelens arvtager. Søren dør senere hen ved en fejltagelse, men han vælger at blive i Helvede, hvor han bliver til en djævel, mere nøjagtigt en temptaner.
- Filip Engells mor
- Victor Engell - Filip Engells afdøde far.
- Mikkel - Filips skolekammerat.
- Torkild-Pedel eller Pedøglen - pedellen på Filips skole.
- Jørgen - Filips matematiklærer.

### Væsener i underverdenen
- Lucifer - Djævelen som sidder på tronen. I det første bind, Djævelens lærling, er han dødssyg.
- Lucifax - Lucifers kat. Han er i stand til at tale og forvandle sig. Hvis hans pels bliver flået af, som Lucifer ofte gør ved ham, er han i stand til at gro det ud igen. Han optræder i alle bøgerne, i serien.
- Skumleskæg - Helvedes portvogter.
- Satina Mørch - En djævlepige og temptaner som Filip forelsker sig i. Som andre djævle, har hun to horn og flagermusvinger. Hun optræder i alle bøgerne, i serien.
- Demeona Mørch - En djævel og en temptaner. Hun er Satina Mørchs mor og Sortehorn Mørchs hustru.
- Sortehorn Mørch - En handjævel og en gragorn. Han er Satina Mørchs far og Demeona Mørchs mand.
- Aziel Stofeles - Den onde djævel som planlægger at vælte tronen. Han er en temptaner.

Udover de vigtigste personer eksisterer der også en række af bibelske, mytologiske og historiske figurer som optræder igennem de fleste bøger.

## Historie og Baggrund
Kenneth Bøgh Andersen er kendt for at skrive om mørke, dystre og uhyggelige temaer, især i forbindelse til Helvede og Djævelen. Tidligere havde Kenneth en lang række af afslag fra forlagene før han debuterede som forfatter, med det første bind af Slaget i Caïssa. Den første roman han skrev var en gyser under titlen Nidhugs slaver da han gik i 10. klasse, som han sendte ind til et forlag blev afvist.
Han er også kendt for at bruge fantasy til at diskutere om livet og døden, som kan ses i hans serie, Slaget i Caïssa. I sin research til sine bøger i Den Store Djævlekrig brugte han forskellige værker, såsom Kritik af den rene fornuft af Immanuel Kant, Det tabte paradis af John Milton og Den guddommelige Komedie af Dante Alighieri som inspiration. Derudover er en stor del af serien også inspireret af Bibelen. Hans mål var at prøve på at besvare det store spørgsmål: "hvad sker der efter døden?"[kilde mangler]
"Døden er fascinerende, for den er det største mysterium af alle. Den rummer tanker om skæbne, tilfældighed og tro"

### FørDjævelens lærling
Idéen til Djævelens lærling opstod da Kenneth Bøgh Andersen læste Lille Lucifer af Bent Haller, hvori hovedpersonen bliver kaldt "djævlens lærling" for at have lavet narrestreger. Kenneth fik en idé til en historie om en dreng, som bliver Djævelens lærling og skal oplæres af selveste Satan. Tanken om at det var selve Djævelen, der udvalgte den forkerte efterfølger fascinerede forfatteren, Kenneth Bøgh Andersen.
I et interview i 2010 sagde Kenneth Bøgh Andersen, at da han var begyndt på at skrive det første bind, fik han flere ideer til historier om Filip i Helvede og den fiktive verden begyndte at vokse. Med frygt om at blive afvist, som han havde blevet tidligere i sit liv, afleverede han manuskriptet til Djævelens lærling og fik forlaget til at skrive bag på, at det var det første bind i en serie. På denne måde, mente Kenneth Bøgh Andersen, at forlaget var forpligtet til også at udgive endnu et bind. 

### De fire bind
Noget tid efter udgivelsen af Djævelens lærling var Kenneth Bøgh Andersen blevet sikker på, at der skulle være fire bind. Han havde lagt en struktur for de fire kommende bøger han havde planlagt. På dette tidspunkt blev serien allerede omtalt som en trilogi, men Kenneth så dette som en god mulighed for at overraske læsere ved slutningen af bind 3, som ender på en cliffhanger.
Med udgivelsen af Ondskabens engel fik Kenneth sluttet serien, hvor krigen i Helvede bryder løs.

### Efter Ondskabens engel
Kenneth Bøgh Andersen udgav Ondskabens engel i 2010 som skulle have været det sidste, og konkluderende, bind i Den Store Djævlekrig serie. Men kort tid efter udgivelsen fik han endnu flere nye ideer, og følte at han stadig ikke havde fortalt nok om Filip Engells eventyr i Helvede.
Kenneth ønskede at skrive noget i en stil af en epilog til serien, som skulle beskrive hvordan Filip følte sig over de forskellige ting, der forekom igennem serien. Han blev inspireret af nogle bibelhistorier, som han også ønskede at implementere noget om i hans historier førhen, men ikke kunne fordi det passede ikke ind i handlingen. Det blev først i 2015, fem år efter udgivelsen af det forrige bind, Ondskabens engel, da Den faldne engel blev udgivet.

## Musical
I 2018 blev en musical om Djævelens lærling annonceret, med premiere den 1. november 2018 og fortsatte med at spille indtil den 25. november i et rødt telt på Refshaleøen. De tog derefter på en kort turné rundt i Jylland og optrådte i Aalborg Aarhus og Herning indtil 12. januar 2019.

## Filmatisering
Rettighederne til Djævelens lærling, første bind i Den Store Djævlekrig, er ligesom Kenneth Bøgh Andersens bog Tissemyrens bid (første bind i Antboy-serien) blevet solgt op til to gange, første gang i 2012 til Nimbus Film med henblik på filmatisering, men da en sådan film er meget dyr blev projektet ikke til noget. Derimod kom der tre Antboy-film ud af handelen med denne serie. Den 15. april 2019 offentliggjorde Andersen i et engelsk interview med ManyBooks.net, i forbindelse med udgivelsen af den engelske udgave af Den forkerte død, at han igen havde solgt filmrettighederne til Djævelens lærling til et stort norsk filmselskab, Maipo Film, og udtalte, at projektet involverer adskillige lande, og at han "krydser fingre for, at det lykkes."

## TV-serie
En live-action tv-serie baseret på  bogserien skulle have været et internationelt samarbejdsprojekt, men blev i 2024 skrinlagt på ubestemt tid, da man ikke var i stand til at finde et streamingtjeneste, der ville gå ombord med projektet.
Tv-serien ville i første omgang have været delt op i tre sæsoner og være baseret på de fire første bind af bogserien.

### Udvikling
Konceptet med en tv-serie opstod, efter flere mislykkede forsøg på at filmatisere første bind. I første omgang blev filmatiseringsrettighederne til denne bog solgt til Nimbus Film, som også stod bag filmatiseringen af Andersens bog Antboy. 
Dette projekt blev ikke til noget. Derefter blev filmrettighederne solgt til et større norsk filmselskab med navnet Maipo Film. 
Til at starte med ville man lave en live-action film, men besluttede, at det ville være for dyrt. Derefter udviklede projektet sig til en animeret film, og til sidst til en live-action tv-serie med flere lande end blot Danmark og Norge involveret.
Den 19. februar 2024 offentliggjorde Kenneth Bøgh Andersens på sin egen Facebook-side, at på trods af at filmatiseringsprojektet var nået rigtig langt og blevet rigtig godt, var de nødsaget til skulle skrinlægge det på ubestemt tid. Projektet var nået rigtig langt og var blevet rigtig godt, men den sidste brik, at finde en stor streamingtjeneste, som ville gå på ombord med dem og støtte projektet, var ikke lykkedes, og derfor var de nødsaget til at skrinlægge projektet for nu.

## Priser
Kenneth Bøgh Andersen har vundet en række priser (5) med hans bind i Den Store Djævlekrig.
- 2006: Kommunernes Skolebiblioteksforenings Forfatterpris (Djævelens lærling)
- 2006: Orla-prisen - Bedste Børnebog (Djævelens lærling).
- 2009: Orla-prisen - Bedste Fantasybog (Dødens terning)
- 2009: BMF's (boghandlernes) børnebogpris (Den forkerte død)
- 2017: Blixenprisen - Årets børne- og ungdomsudgivelse (Den faldne djævel)[14]